# Robson Matheus
Robson Matheus Tomé de Araújo Benegas (Santa Cruz de la Sierra, 18 maggio 2002) è un calciatore boliviano, centrocampista dell'Always Ready e della nazionale boliviana.

## Biografia
È nato in Bolivia da madre boliviana e padre brasiliano. All'età di dieci anni si è trasferito in Brasile dove ha iniziato la carriera calcistica con il soprannome di Robson Bolivia.

## Carriera

### Club
Robson Matheus è cresciuto nei settori giovanili di Corinthians, Portuguesa, Palmeiras, Cruzeiro e Ibrachina. Nel 2023 ha fatto ritorno in Bolivia dove ha firmato con l'Always Ready ed il 17 febbraio 2024 ha giocato il suo primo incontro ufficiale in Primera División contro l'Universitario Vinto. Ha segnato il suo primo gol quattro giorni dopo in Coppa Libertadores contro lo Sporting Cristal.

### Nazionale
Ha giocato nella nazionale boliviana Under-17.
Il 25 marzo 2024 ha debuttato con la nazionale maggiore nell'incontro amichevole vinto 1-0 contro Andorra ed il 17 giugno seguente è stato incluso nella lista finale di convocati per la Copa América 2024.

## Statistiche

### Presenze e reti nei club
Statistiche aggiornate al 19 giugno 2024.
| Stagione        | Squadra         | Campionato      | Campionato | Campionato | Coppe nazionali | Coppe nazionali | Coppe nazionali | Coppe continentali | Coppe continentali | Coppe continentali | Altre coppe | Altre coppe | Altre coppe | Totale | Totale | Totale |
| Stagione        | Squadra         | Comp            | Pres       | Reti       | Comp            | Pres            | Reti            | Comp               | Pres               | Reti               | Comp        | Pres        | Reti        | Pres   | Reti   |        |
| --------------- | --------------- | --------------- | ---------- | ---------- | --------------- | --------------- | --------------- | ------------------ | ------------------ | ------------------ | ----------- | ----------- | ----------- | ------ | ------ | ------ |
| 2024            | Always Ready    | PD              | 10         | 0          | CdL             | 0               | 0               | CL+CS              | 4+6                | 1+0                |             | -           | -           | 20     | 1      |        |
| Totale carriera | Totale carriera | Totale carriera | 10         | 0          |                 | 0               | 0               |                    | 10                 | 1                  |             | -           | -           | 10     | 1      |        |

### Cronologia presenze e reti in nazionale
| Cronologia completa delle presenze e delle reti in nazionale ― Bolivia | Cronologia completa delle presenze e delle reti in nazionale ― Bolivia | Cronologia completa delle presenze e delle reti in nazionale ― Bolivia | Cronologia completa delle presenze e delle reti in nazionale ― Bolivia | Cronologia completa delle presenze e delle reti in nazionale ― Bolivia | Cronologia completa delle presenze e delle reti in nazionale ― Bolivia | Cronologia completa delle presenze e delle reti in nazionale ― Bolivia | Cronologia completa delle presenze e delle reti in nazionale ― Bolivia |
| Data                                                                   | Città                                                                  | In casa                                                                | Risultato                                                              | Ospiti                                                                 | Competizione                                                           | Reti                                                                   | Note                                                                   |
| ---------------------------------------------------------------------- | ---------------------------------------------------------------------- | ---------------------------------------------------------------------- | ---------------------------------------------------------------------- | ---------------------------------------------------------------------- | ---------------------------------------------------------------------- | ---------------------------------------------------------------------- | ---------------------------------------------------------------------- |
| 25-3-2024                                                              | Algeri                                                                 | Bolivia                                                                | 1 – 0                                                                  | Andorra                                                                | Amichevole                                                             | -                                                                      | 80’                                                                    |
| 14-6-2024                                                              | East Hartford                                                          | Colombia                                                               | 1 – 0                                                                  | Bolivia                                                                | Amichevole                                                             | -                                                                      | 46’                                                                    |
| 5-9-2024                                                               | El Alto                                                                | Bolivia                                                                | 4 – 0                                                                  | Venezuela                                                              | Qual. Mondiali 2026                                                    | -                                                                      | 85’                                                                    |
| 10-9-2024                                                              | Santiago del Cile                                                      | Cile                                                                   | 1 – 2                                                                  | Bolivia                                                                | Qual. Mondiali 2026                                                    | -                                                                      | 21’ 90+3’                                                              |
| 10-10-2024                                                             | El Alto                                                                | Bolivia                                                                | 1 – 0                                                                  | Colombia                                                               | Qual. Mondiali 2026                                                    | -                                                                      | 80’                                                                    |
| 15-10-2024                                                             | Buenos Aires                                                           | Argentina                                                              | 6 – 0                                                                  | Bolivia                                                                | Qual. Mondiali 2026                                                    | -                                                                      | 80’                                                                    |
| 19-11-2024                                                             | El Alto                                                                | Bolivia                                                                | 2 – 2                                                                  | Paraguay                                                               | Qual. Mondiali 2026                                                    | -                                                                      | 70’                                                                    |
| 20-3-2025                                                              | Lima                                                                   | Perù                                                                   | 3 – 1                                                                  | Bolivia                                                                | Qual. Mondiali 2026                                                    | -                                                                      | 46’                                                                    |
| 25-3-2025                                                              | El Alto                                                                | Bolivia                                                                | 0 – 0                                                                  | Uruguay                                                                | Qual. Mondiali 2026                                                    | -                                                                      | 46’                                                                    |
| 6-6-2025                                                               | Maturín                                                                | Venezuela                                                              | 2 – 0                                                                  | Bolivia                                                                | Qual. Mondiali 2026                                                    | -                                                                      | 68’                                                                    |
| 10-6-2025                                                              | El Alto                                                                | Bolivia                                                                | 2 – 0                                                                  | Cile                                                                   | Qual. Mondiali 2026                                                    | -                                                                      | 78’                                                                    |
| Totale                                                                 |                                                                        | Presenze                                                               | 11                                                                     |                                                                        | Reti                                                                   | 0                                                                      |                                                                        |